# IHLIA LGBTI Heritage
Das niederländische IHLIA LGBTI Heritage (vormals: Internationaal Homo/Lesbisch Informatiecentrum en Archief, deutsch: Internationales Homo/Lesbisches Informationszentrum und Archiv: IHLIA) ist eine Stiftung und besteht seit dem Jahr 2000. Es ist das größte Informationszentrum dieser Art in Europa. IHLIA hatte anfangs Niederlassungen in Amsterdam und in Leeuwarden, aber 2013 wurde letztere geschlossen.

## Geschichte

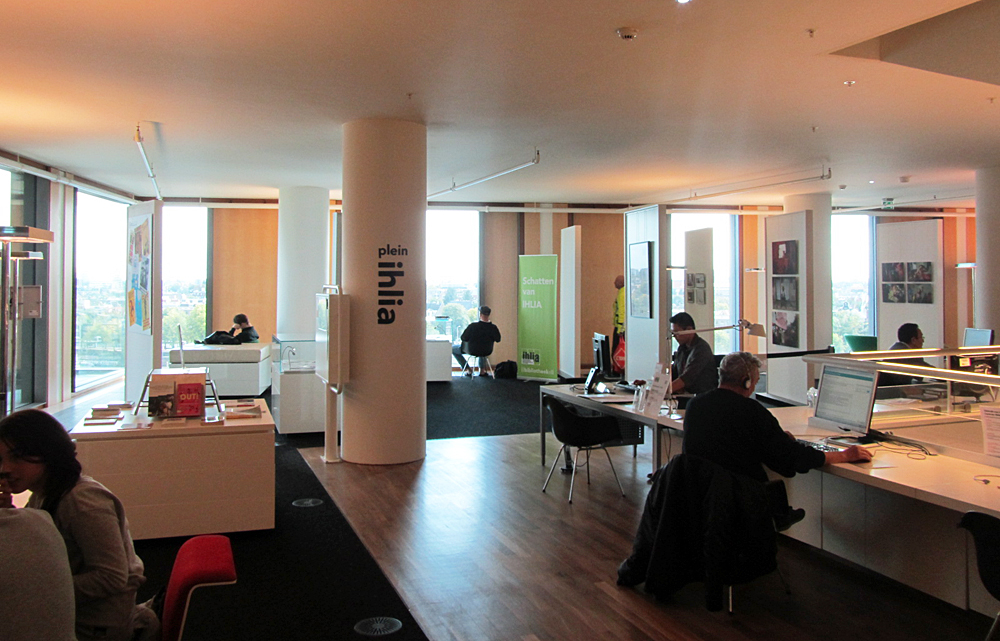
Lesesaal vom IHLIA in der öffentlichen Bibliothek in Amsterdam

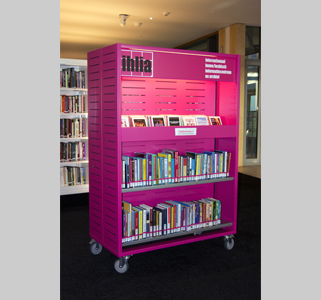
Das rosa Bücherregal im Leseraum vom IHLIA.

Entstanden ist das IHLIA im Jahr 2000 durch Fusionen mit dem Amsterdam Homodok, dem Lesbisch Archief Amsterdam und dem Lesbisch Archief Leeuwarden.  Auf der Basis dieser Verbindungen kam eine umfangreiche Bibliothek und ein Archiv, sowie ein Informations- und Dokumentationszentrum für LGBT (Englische Abkürzung für: Lesbian, Gay, Bisexual, Trans. Deutsch: Lesben, Homosexuelle, Bisexualität, Transgeschlechtlichkeit) zustande. In Amsterdam ist das Dokumentationszentrum in der Öffentlichen Bibliothek („Openbare Bibliotheek Amsterdam“, OBA).
Bereits 1971 hatte die Universität von Amsterdam (UvA) eine Abteilung für Homosexuelle Studien („Homostudies“) eingerichtet mit der Zielsetzung, die Geschichte der Homosexualität darzustellen. In den späteren Jahren fusionierte die Abteilung Homostudies der UvA mit dem Archief en Documentatiecentrum van Homosexualität, dem Homodok und dem Lesbisch Archief Amsterdam, was 2000 zu der Gründung von IHLIA führte.
Die Bibliothek und das Archiv umfassen mehr als 100.000 Publikationen: Bücher, Zeitschriften, Videos, Dokumentationen, Broschüren, Plakate und Referate. Die Bestände werden nicht ausgeliehen. Interessierte können Kopien anfertigen und auf Anfrage stellt das IHLIA auch Literaturlisten zusammen.
Das IHLIA hat diverse Ausstellungen organisiert: Monument van Trots, Faces and Phases - Zanele Muholi / Proudly African & Transgender - Gabrielle LeRoux 25 years GLBT non discrimination policy, Faces of IGLYO, Oriental Echoes, 20 jaar Homomonument, Benno Premsela We Live Here Lesbian ConneXions Gay rights activist in court und andere mehr.
Im Juli 2009 organisierte IHLIA rund 30 verschiedene Frauenaktivitäten bei der Amsterdam Gay Pride. Über die verschiedenen Aktivitäten gibt IHLIA einen „nieuwsbrief“ heraus.